# Какауридзе, Акакий Автандилович
Ака́кий Автанди́лович Какаури́дзе (груз. აკაკი ავთანდილის ძე კაკაურიძე), также известный как Акын Кулоглу (тур. Akın Kuloğlu; 6 февраля 1972, Кутаиси — 20 августа 2001, Дес-Плейнс) — советский, грузинский и турецкий боксёр, представитель средней весовой категории. На протяжении 1990-х годов выступал за сборные команды СССР, Грузии и Турции по боксу, серебряный и бронзовый призёр чемпионатов мира, обладатель бронзовой награды чемпионата Европы, чемпион Средиземноморских игр, победитель и призёр многих турниров международного значения, участник двух летних Олимпийских игр.

## Биография
Акакий Какауридзе родился 6 февраля 1972 года в городе Кутаиси Грузинской ССР.
Дебютировал на международной арене в сезоне 1988 года, выиграв юниорский международный турнир в Тбилиси. Два года спустя вошёл в состав советской национальной сборной, одержал победу на чемпионате Европы среди юниоров в Чехословакии и на чемпионате мира среди юниоров в Перу.
В 1991 году принял участие в матчевой встрече со сборной США на базе морской пехоты Кэмп-Леджен, встретился с американцем Рональдом Симмсем, однако выявить победителя в этом поединке не удалось — в третьем раунде оба боксёра были дисквалифицированы.
После распада Советского Союза Какауридзе переехал на постоянное жительство в Турцию, принял турецкое гражданство и начал выступать за национальную сборную этой страны под именем Акын Кулоглу. Так, в 1993 году в зачёте средней весовой категории он стал бронзовым призёром чемпионата Европы в Бурсе, уступив в полуфинале россиянину Александру Лебзяку, и выиграл серебряную медаль на чемпионате мира в Тампере, где в решающем финальном поединке был остановлен титулованным кубинцем Ариэлем Эрнандесом. Также одержал победу на Средиземноморских играх в Нарбоне и на турнире AIBA Challenge Matches в Стамбуле.
В 1996 году на некоторое время перешёл в сборную Грузии и благодаря череде удачных выступлений удостоился права защищать честь страны на летних Олимпийских играх 1996 года в Атланте — в категории до 75 кг благополучно прошёл первого соперника по турнирной сетке, тогда как во втором бою в 1/8 финала со счётом 8:12 потерпел поражение от алжирца Мохамеда Бахари.
Впоследствии вернулся в Турцию и продолжил выступать за турецкую команду. В частности, в 1999 году завоевал бронзовую медаль на мировом первенстве в Хьюстоне, проиграв на стадии полуфиналов среднего веса румыну Адриану Дьякону. Кроме того, стал вторым на Кубке Чёрного моря в Севастополе, уступив в финале представителю Украины Александру Зубрихину, и победил на Кубке Арены в Хорватии.
В 2000 году Кулоглу выиграл бронзу на домашнем международном турнире «Ахмет Джёмерт» в Стамбуле и прошёл отбор на Олимпийские игры в Сиднее. На сей раз одолел двоих оппонентов в категории до 75 кг, после чего в четвертьфинале со счётом 18:8 был побеждён азербайджанцем Вугаром Алекперовым.
Вскоре по окончании сиднейской Олимпиады Акакий Какауридзе уехал на постоянное жительство в США, работал таксистом в пригороде Чикаго, планировал начать карьеру профессионального боксёра.
20 августа 2001 года в городке Дес-Плейнс попал на такси в автокатастрофу и погиб. Друзья перевезли тело боксёра в Грузию, он был похоронен на родине в Кутаиси. В Грузии у него остались жена и двое детей.